# Jan Steyer
Jan Steyer (* 1982 Liberec) je český dirigent, sbormistr a varhaník.
Dirigentské a sbormistrovské studium, stejně jako hru na varhany, absolvoval nejprve na Pražské konzervatoři a poté na Hudební fakultě Akademie múzických umění.
Již v době studií se stal sbormistrem Pražského dívčího sboru a asistentem Miroslava Košlera u Pražského smíšeného sboru. V současné době je uměleckým vedoucím Pěveckého sboru ČVUT a sbormistrem Pražského smíšeného sboru.
Jako hostující dirigent, či jako sbormistr spolupracuje s mnoha amatérskými i profesionálními hudebními tělesy v ČR i v zahraničí (Severočeská filharmonie Teplice, Hudba Hradní stráže a Policie ČR, Filharmonie Hradec Králové, Komorní filharmonie Pardubice, Karlovarský symfonický orchestr, Cairo Symphony Orchestra, The Cyprus Symphony Orchestra, Chamartín symphony orchestra Madrid a další).
Zastává funkci varhaníka Karlovy univerzity a jako varhaník též vystupuje s Českou filharmonií.
Pedagogicky dlouhodobě působil jako hudební lektor na New York University (výuka vokálních ansámblů, výuka varhanní hry) a je pravidelně zván na různé mistrovské hudební kurzy, kde vyučuje varhanní improvizaci a dirigování. Dirigování také vyučuje v rámci oboru Sbormistrovství na Pedagogické fakultě Karlovy univerzity. Je autorem Učebnice improvizace pro chrámové varhaníky a za výzkum v oblasti pedagogiky varhanní improvizace získal titul Ph.D.
V roce 2021 byl jmenován členem Odborné rady pro sborový zpěv dospělých působící pod Národním informačním a poradenským střediskem pro kulturu.
Pravidelně zasedá v porotách mezinárodních sborových a dirigentských soutěží a festivalů (Gymnasia Cantant, Young Bohemia Prague, Sbormistrovská soutěž pedagogických fakult, International Chamber Choir Competition Rzeszów – Polsko, Jinan International Chorus Festival – Čína a další).
Umělecky se podílel na natáčení mnoha CD, jako interpret i jako hudební režisér a nahrává také pro Český rozhlas a Českou televizi.
Koncertoval ve většině zemí Evropy, opakovaně také v Japonsku, Rusku, Egyptě, Číně, na Kypru a v Kanadě.